# Asparagus aridicola
Asparagus aridicola är en sparrisväxtart som beskrevs av Sebsebe Demissew. Asparagus aridicola ingår i släktet sparrisar, och familjen sparrisväxter. Inga underarter finns listade i Catalogue of Life.